# Æthelwold de Winchester
Æthelwold o San Ethelwoldo fue un clérigo anglosajón nacido entre 904 y 909 y muerto el 1 de agosto de 984. Obispo de Winchester desde 963 hasta su muerte, jugó un papel importante en la evolución de la vida monástica según los preceptos de la regla de san Benito, en particular a través de la edición de la Regularis Concordia.
Es un santo de las Iglesias cristianas cuya celebración es el 1 de agosto.

## Juventud y formación
Æthelwold nació en una familia noble de Winchester1. Su nombre también se deletrea Aethelwald, Ethelwold, Ethelwoldus, Adelwold o Adweil.
A partir de finales de los años 920, sirvió en la corte del rey Athelstan; su biógrafo Wulfstan Cantor lo describe como un compañero inseparable del rey, que aprendió mucho de su soberano. El rey hizo que el obispo de Winchester, Elpegio le ordenara sacerdote, el mismo día que Dunstán. Después de pasar los últimos años de la década de 930 estudiando con Elpegio, Æthelwold se trasladó a Glastonbury, donde Dunstán fue nombrado abad. Allí estudió gramática, métrica y patrística y alcanzó el rango de deán.
Durante el reinado de Edred (946-955), quiso viajar a Europa para desarrollar su conocimiento de la vida monástica, pero el rey le negó el permiso y lo nombró abad del antiguo sitio monástico de Abingdon en Oxfordshire, que en ese momento albergaba sacerdotes secularizados. Sus años en Abingdon fueron muy productivos: construyó una iglesia, renovó el claustro e introdujo la regla benedictina.
Tras la muerte de Edred, su sobrino Edwy el Bello le sucedió y obligó a exiliarse a Dunstán, el principal asesor de su predecesor. Esto no impidió que Æthelwold tomara parte en la vida de la corte durante cierto tiempo durante el breve reinado de Edwy (955-959).
Como el futuro rey Edgar había sido enseñado por Æthelwold en su juventud, fue ciertamente influenciado favorablemente hacia la regla benedictina. Æthelwold lo apoyó naturalmente en la sucesión después de la muerte de Edwy. Parece que fue puesto al servicio personal del rey Edgar en 960-963, ya que redactó un gran número de cartas durante este período.

## Un obispo reformador

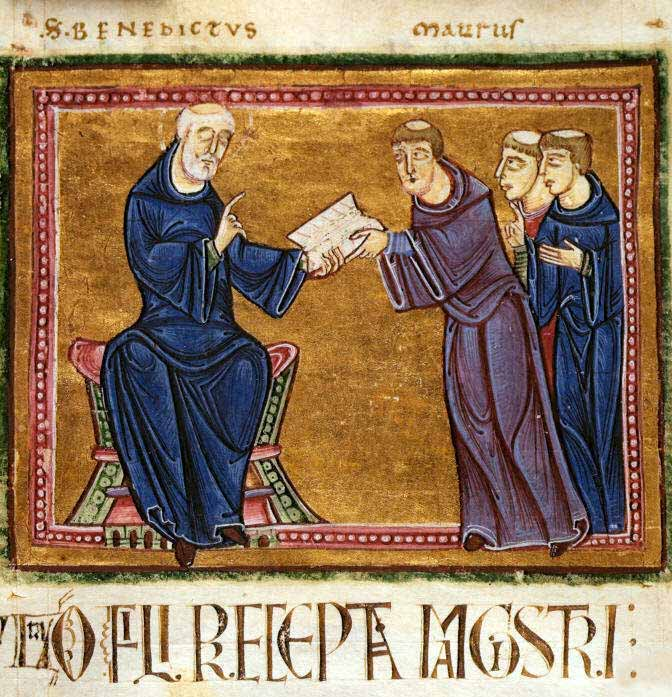
San Benito confía su regla a su discípulo Mauro de Glanfeuil (monasterio de saint Gilles, Nîmes, 1129).

Æthelwold fue consagrado obispo de Winchester el 29 de noviembre de 963. Al año siguiente, con el consentimiento del rey Edgar y el apoyo de una tropa armada dirigida por un oficial real, hizo que el clero fuera expulsado de la catedral de Winchester (Old y New Minster) y reemplazado por monjes de Abingdon; el rey había pedido permiso al Papa el otoño anterior. Entre 964 y 971, Æthelwold refundó los monasterios de Chertsey, Milton Abbas, Peterborough, Ely y Thorney, así como el Convento de Nunnaminster en Winchester. También es particularmente celoso en la reclamación de tierras que cree que han sido tomadas de las comunidades religiosas antes de que les sean arrebatadas, y no duda en utilizar documentos falsos para establecer sus derechos sobre ellas.
Æthelwold fue un apoyo esencial para los benedictinos durante el reinado de Edgar, y fue el autor de todas las grandes obras de propaganda producidas en ese momento en Inglaterra. Puede contar con el apoyo tanto de Edgar como de su esposa Elfrida, y en sus escritos enfatiza el papel de Edgar en la restauración de los monasterios, refiriéndose a él como un representante de Cristo. Prevé para la pareja real un papel importante en la supervisión de los monasterios y conventos. Es incluso más radical que los otros dos grandes reformadores contemporáneos del monaquismo, Dunstán y Osvaldo de Worcester: respetaban la práctica en el continente y mantenían a los monjes como sacerdotes seculares en sus lugares de vida, mientras que Æthelwold expulsaba por la fuerza a los clérigos seculares y los reemplazaba por monjes. Æthelwold asociaba repetidamente los términos clero y profanación en sus escritos, porque como otros benedictinos, considera que el clero era impuro e incapaz de servir en el altar como en cualquier otra forma de servicio religioso: muchos clérigos están efectivamente casados y no observan ninguna regla monástica.
Es el autor del Regularis Concordia Anglicæ Nationis Monachorum Sanctimonaliumque, datada el año 973. Esta colección de textos trata de las prácticas monásticas en toda Europa Occidental y da lugar a un suplemento de la regla de San Benito, que tuvo una influencia duradera en el episcopado de Inglaterra al imponer la precedencia de los monjes.

## Influencia cultural

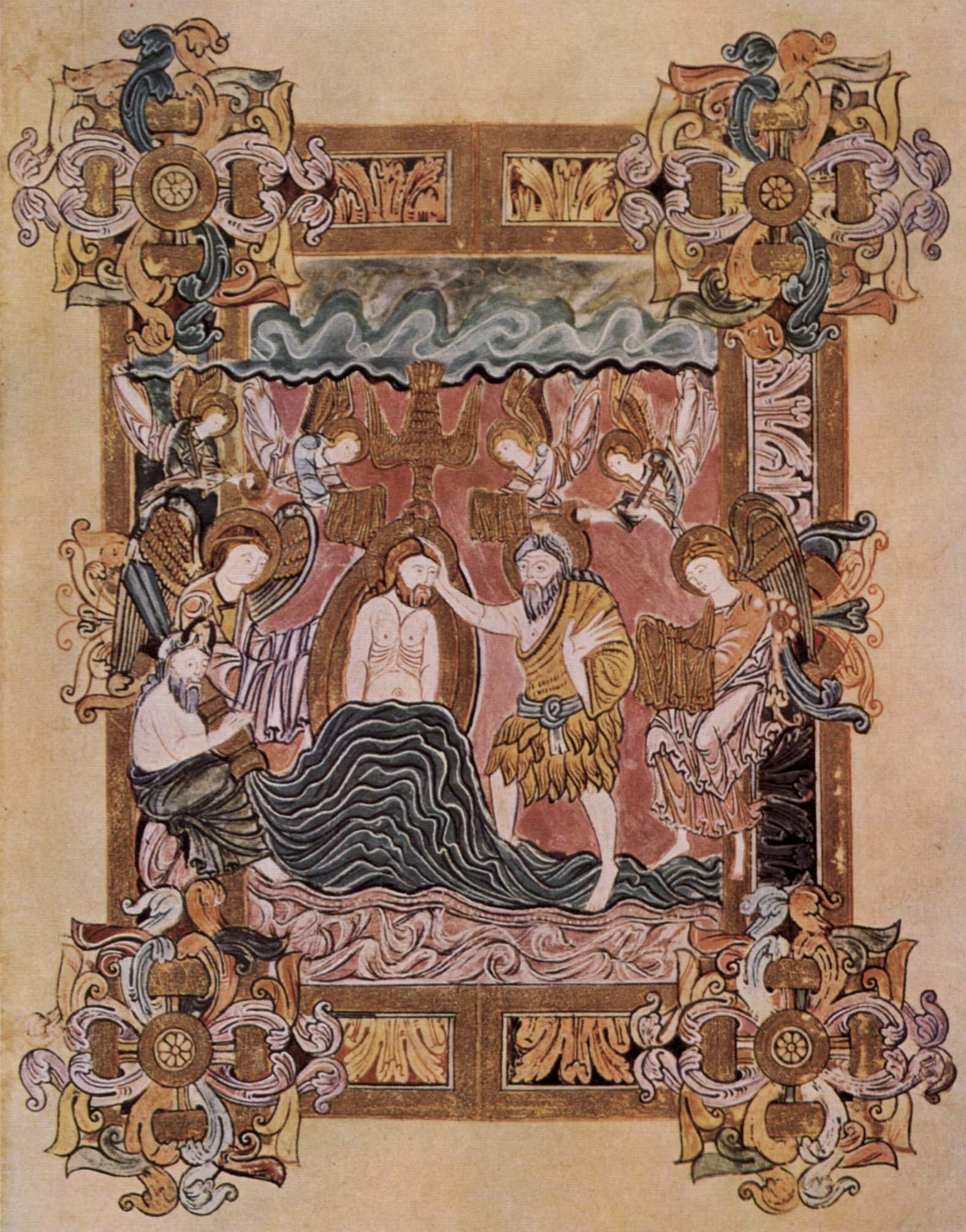
Miniatura del Bautismo de Jesús, Bendicionario de San Æthelwold (British Library).

Los benedictinos de la época eran considerablemente más instruidos que el clero secular, y sus escuelas eran mejores. Æthelwold enseñaba a los estudiantes más avanzados en Winchester, y mostraba gran respeto y afecto en sus escritos. Las obras que dejó, escritas en latín o en inglés antiguo, demuestran que era un intelectual de gran calidad; es probable que sus escritos vernáculos desempeñaran un papel importante en el desarrollo de un inglés antiguo más estandarizado1. Parte de su fortuna fue usada para reconstruir iglesias, y también fue un mecenas del arte eclesiástico. Los estudios de los artistas que estableció siguieron siendo influyentes después de su muerte, incluso fuera del país.
En el siglo siguiente a su muerte, se le atribuyó una reputación de hábil orfebre, responsable de la producción de un conjunto de objetos de metal en Abingdon, incluyendo numerosas figuras y objetos de metales preciosos, campanas e incluso un órgano de tubos. Es probable que esta reputación fuera una leyenda posterior, lo que es significativo en cuanto a la alta estima que se le tenía por el trabajo de orfebre. Æthelwold estaba en el cargo en la época en que la escuela de Winchester de iluminación de manuscritos estaba en su apogeo; fue él quien encargó el manuscrito más importante de esta escuela, el bendicionario de San Æthelwold. También ordenó la reconstrucción de la catedral de Winchester, que fue completada en 980.

## Papel político

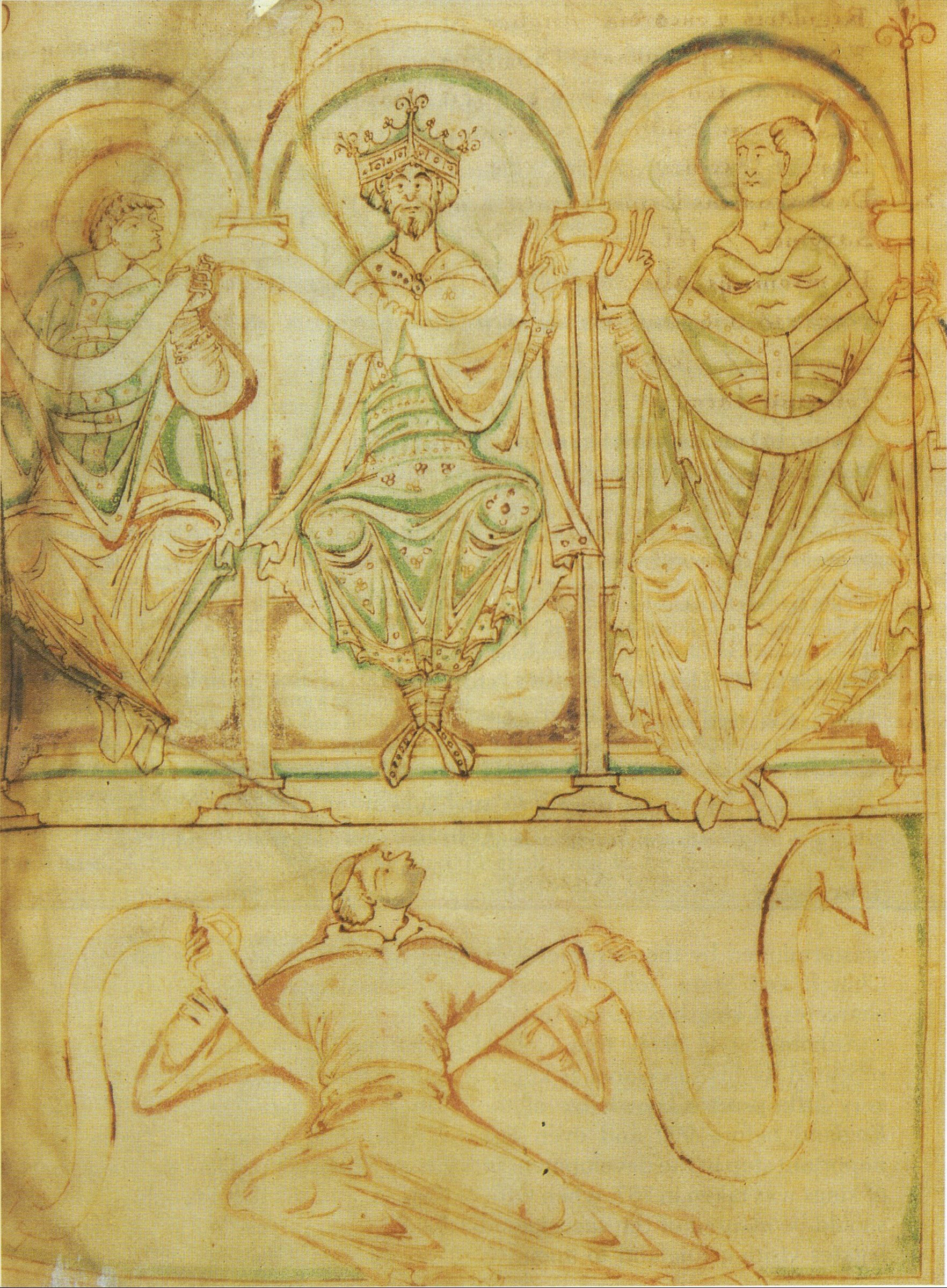
El rey Edgar sentado entre Ethelwold, obispo de Winchester, y Dunstán, arzobispo de Canterbury, en el Regularis Concordia, un manuscrito del.

Æthelwold  también jugó un importante papel político. Hacia el final del reinado de Edgar, apyó la causa de Æthelred, el hijo de Ælfthryth, que siempre lo ha protegido. Dunstán y Osvaldo, por su parte, parece que apoyaron más bien al hijo que Edgar tuvo con una esposa anterior: Eduardo el Mártir, que finalmente ascendió al trono. Eduardo fue asesinado en 978, y parece que Æthelwold fue un consejero muy influyente para el joven Æthelred, que aún era menor. También es notable que solo después de la muerte de Æthelwold, Æthelred emprendió ciertas acciones en contra de los intereses de ciertos establecimientos monásticos reformados como la Abadía de Abingdon. Cuando esta abadía recuperó sus derechos en el 993, el rey escribió que la muerte de Æthelwold había privado al país «de un hombre cuyo trabajo y pastoral había servido no solo a sus propios intereses sino también a los de todos los habitantes del país».

## Muerte y culto póstumo
Æthelwold murió el 1 de agosto de 984 en Beddington, Surrey. Está enterrado en la cripta de Old Minster en Winchester, pero doce años después de su muerte, un tal Ælfhelm, residente en Wallingford, afirma haberse curado de su ceguera tras visitar la tumba de Æthelwold. Esta curación milagrosa se consideró un signo de su santidad, y su cuerpo se transfirió de la cripta al coro de la catedral. Se ha establecido que en el siglo XI, la Abadía de Abingdon logró adquirir un brazo y una pierna.
Uno de sus alumnos, Wulfstan Cantor, escribió una biografía que sin duda jugó un gran papel en la propagación de su culto. Alrededor de 1004, el abad Aelfrico, otro discípulo de Æthelwold, produjo una versión abreviada del texto de Wulfstan en latín y en inglés antiguo. Sin embargo, el personaje de Æthelwold, tal como lo retrata Wulfstan, despierta más respeto que devoción, y su culto nunca se hizo muy popular. Tenía una reputación de dureza (Wulfstan lo describe, por ejemplo, ordenando a un monje que meta las manos en una olla hirviendo para probar su devoción) que no es compartida por otros reformadores monásticos del siglo X. Su importancia en el movimiento de reforma nunca ha sido cuestionada, pero sus contribuciones en el campo cultural han sido ignoradas por mucho tiempo.
Æthelwold es un santo de las Iglesias Católica y Ortodoxa celebrado el 1 de agosto, aunque nunca ha sido formalmente canonizado.